# 威爾克森 (加利福尼亞州)
威爾克森（英語：Wilkerson）是位於美國加利福尼亞州因約縣的一個人口普查指定地區。

## 地理
威爾克森的座標為37°16′46″N 118°23′16″W / 37.27944°N 118.38778°W，而該地最高點為海拔高度1370米（即4494英尺）。

## 人口
根據2010年美國人口普查的數據，威爾克森的面積為14.835平方千米，當中陸地面積為14.832平方千米，而水域面積為0.003平方千米。當地共有人口563人，而人口密度為每平方千米37人。